# Paulina Pfeiffer
Pauline Marie Pfeiffer (ur. 22 lipca 1895 r. w Parkersburg, zm. 1 października 1951 roku) — amerykańska dziennikarka i druga żona pisarza Ernesta Hemingwaya.

## Lata młodości
Pfeiffer urodziła się w Parkersburg w stanie Iowa w dniu 22 lipca 1895 roku. W 1901 roku przeniosła się do Saint Louis, gdzie chodziła do szkoły w Akademii Nawiedzenia St. Louis. W późniejszym czasie jej rodzina przeprowadziła się do Piggott w stanie Arkansas, a Pfeiffer przebywała w stanie Missouri, gdyż studiowała na Uniwersytecie Missouri (Szkole Dziennikarskiej, którą ukończyła w 1918 roku). Pfeiffer pracowała w Nowym Jorku oraz Cleveland dla Vanity Fair. Przeprowadziła się do Paryża aby móc pracować dla Vogue tam też spotkała swojego przyszłego męża Hemingwaya który był już żonaty z Hadley Richardson.

## Hemingway
Wiosną 1926 roku Hadley dowiedziała się o romansie Hemingwaya z Pauline a w lipcu Pauline wyjechała razem z Hemingwayami w doroczną podróż do Pampeluny. Po powrocie do Paryża, para zdecydowała się rozstać, a w listopadzie Hadley złożyła formalny wniosek o rozwód. Rozwiedli się w styczniu 1927 roku. Hemingway poślubił Pauline w maju, a potem wyjechali do Le Grau-du-Roi na miesiąc miodowy. Rodzina Pauline była zamożna i katolicka; przed małżeństwem Hemingway przeszedł na katolicyzm.
Przed końcem roku Pauline, która była w ciąży, chciała wrócić do Ameryki. Mieli dwóch synów: Patricka i Gregory’ego. Hemingway udał się do Hiszpanii w 1937 roku i tam rozpoczął romans z Marthą Gellhorn. On i Pfeiffer rozwiedli się w dniu 4 listopada 1940 r. Trzy tygodnie później ożenił się z Gellhorn.

## Śmierć
Pfeiffer spędziła resztę swojego życia w Key West aż do śmierci w dniu 1 października 1951 roku. Jej śmierć była związana z szokiem, którego doświadczyła gdy dostała telefon od Ernesta, że jej syn Gregory został aresztowany. W późniejszych latach Gregory został lekarzem i stwierdził iż Pauline zmarła z powodu guza nadnercza.